# Parque José Luis
Parque José Luis ist eine Ortschaft in Uruguay.

## Geographie
Sie befindet sich auf dem Gebiet des Departamento Salto in dessen 2. Sektor am Ufer des Río Uruguay. In jeweils einigen Kilometern Entfernung von Parque José Luis liegt ostsüdöstlich Garibaldi und südlich die Departamento-Hauptstadt Salto. Etwa zwei Kilometer nördlich ist das Wasserkraftwerk Salto Grande gelegen.

## Einwohner
Die Einwohnerzahl von Parque José Luis beträgt 19 (Stand: 2011), davon 13 männliche und sechs weibliche. Mit 13 Einwohnern war sie im Zeitpunkt der Volkszählung 2004 gemessen an der Einwohnerzahl die kleinste Ortschaft des Departamentos.
| Jahr | Einwohner |
| ---- | --------- |
| 1985 | -         |
| 1996 | 47        |
| 2004 | 13        |
| 2011 | 19        |

Quelle: Instituto Nacional de Estadística de Uruguay